# کریس کاموزی
کریس کاموزی (انگلیسی: Chris Camozzi؛ زادهٔ ۲۰ نوامبر ۱۹۸۶) ورزشکار هنرهای رزمی ترکیبی اهل ایالات متحده آمریکا است. وی از سال ۲۰۰۶ میلادی تاکنون مشغول فعالیت بوده‌است.